# Syzygium jainii
Syzygium jainii är en myrtenväxtart som beskrevs av Harid. och R.Raghavendra Rao. Syzygium jainii ingår i släktet Syzygium och familjen myrtenväxter.
Artens utbredningsområde är Assam (Indien). Inga underarter finns listade i Catalogue of Life.